# التجمع الوطني الديمقراطي (السنغال)
التجمع الوطني الديمقراطي (بالفرنسية: Rassemblement national démocratique)‏ هو حزب سياسي في السنغال.

## التاريخ
تم تسجيل الحزب قانونيا في 18 يونيو 1981،  وخاض الانتخابات العامة عام 1983 وفاز بمقعد واحد في الجمعية الوطنية. وعلى الرغم من عدم خوضه الانتخابات العامة عام 1988، فقد تقدم بمديور ضيوف كمرشح في انتخابات 1993 الرئاسية. واحتل ضيوف المركز السادس من بين ثمانية مرشحين بنسبة 1٪ من الأصوات.
قبل الانتخابات البرلمانية عام 1993، انضم الحزب إلى تحالف لنوحد السنغال، الذي فاز بثلاثة مقاعد. خاض الحزب الانتخابات البرلمانية عام 1998 بمفرده وفاز بمقعد واحد. واحتفظ بمقعده الوحيد في انتخابات عام 2001.